# 오보에
오보에(영어: oboe, /ˈoʊboʊ/)는 더블 리드를 사용하는 목관악기다. 오보에는 보통 나무로 만들지만, 플라스틱이나 레진 같은 합성 물질로 만들기도 한다. 대부분 일반적인 오보에는 최상의 음역이나 소프라노 범위를 연주한다. 소프라노 오보에는 대략 65 cm (25 1⁄2 in)의 길이로, 금속 키, 원뿔형의 관(Bore)과 나팔 모양의 벨로 구성된다. 충분한 공기를 리드에 불어 넣어 공기 기둥으로 진동시켜 소리를 낸다. 그 독특한 음색은 다재다능하며 밝은 편이다. 보통 오보에라는 단어를 단독으로 사용할 때에는 베이스 오보에, 코랑글레(잉글리시 호른), 또는 오보에 다모레와 같은 오보에족 악기를 뜻하기보다는 트레블(Treble)를 연주할 수 있는 일반적인 오보에를 의미한다.
오보에를 연주하는 연주자는 오보이스트(Oboist)로 불리며, 오늘날 오보에는 대개 심포니 오케스트라나 콘서트 밴드(취주악단), 실내악 앙상블에서의 관현악 내지는 솔로 악기로 사용되곤 한다. 오보에는 주로 클래식 음악, 실내악, 영화 음악, 포크 음악의 일부 장르에 사용하며, 가끔 재즈, 락, 팝과 대중음악에서 사용하기도 한다.

## 역사
1770년 이전에 이 악기는 영어로 "Hautbois", "Hoboy" 또는 "French Hoboy"(/ˈhoʊbɔɪ/) 등으로 불렸다. 이는 프랑스어 발음을 차용한 것인데, 'Hautbois'(obwɑ)에서 haut는 '높은', '소리가 큰'의 뜻이고 Bois는 '나무', '목관'을 뜻한다. 현재 쓰이는 'Oboe'란 명칭은 17세기 프랑스 발음을 음차하여 이탈리아어로 쓰인 'oboè'를 1770년경에 영어로 재차 음차한 것이다.
첫 오보에는 17세기 중엽 Hautbois란 이름으로 불려질 적에 나타났다. 이 이름은 오보에의 조상격으로, 기본적인 형태를 만들 때 참조한 숌(Shawm)이란 악기에서도 쓰인 명칭이다. 이 두 악기의 가장 큰 차이점으로는 오보에를 좀 더 정밀한 조립을 위해 3개 부분으로 나눈 점과, 피루엣(Pirouette, 리드 아랫 부분에 연주자의 입술을 쉴 수 있게 하기 위한 나무 선반)을 제거한 점 등이 있다.
하지만 오보에의 기원이 된 정확한 날짜나 원산지, 제작자가 누군지조차 불분명하다. 플루트 연주자인 미셸 데 라 바레의 회고록에서의 진술처럼 정황 상으로는 필리도어나 오트테르 가문의 일원이 제작했음을 시사하나, 다수의 제작자들이 개발했을 수도 있기 때문이다. 이러한 오보에는 "hautboy", "hoboy", "hautboit", "howboye" 등 프랑스어 단어를 차용한 명칭으로 영국은 물론 유럽 전체로 빠르게 전파됐으며, 클라리넷이 이를 대체하기 전까지 초기 군악대의 주선율악기로 사용되었다.
바로크 오보에는 대개 회양목으로 만들어졌으며, 커다란 키 하나와 함께 아래에 있는 구멍들을 어느 손으로든 사용하기 쉽게 하려고 2개의 사이드 키를 2배로 만들었다. 그래서 이 악기는 높은 음을 만들어내기 위해 연주자는 오버블로우를 하든, 다음 화음에 맞추기 위해 바람을 더 많이 불어야만 한다. 이 시기에 인지도가 있던 오보에 제작자는 독일인 야콥 데너와 J.H. 아이헨토프, 각각 1734년과 1754년에 사망한 영국인 토마스 스탠즈비와 아들인 토마스 스탠즈비 주니어가 있다. 바로크 오보에의 음역은 C4 to D6까지 포괄한다. 20세기 중반에 이르러 고음악(古音樂, Early Music)에 대한 관심이 되살아남에 따라 소수의 제조사들은 현존하는 옛 악기에서 세부적인 요소를 따와 복제품을 만들기 시작했다.

### 고전주의
고전 시대는 보어가 점차 좁아지는 일반적인 오보에를 썼는데, 겉에 여러 개의 키를 갖췄고 그 중에는 D♯, F 그리고 G♯키가 사용되었다. 초기엔 현대 독일 바순의 플릭 키(Flick Key)처럼 쓰이기도 했던, 현대의 옥타브 키와 비슷한 키는 슬러 키라고도 불렸다. 이후에 프랑스 악기 제작자들은 옥타브 키를 위의 음역을 위해서 열리고 아래 음역을 위해 닫히는, 오늘날의 작동 방식처럼 사용할 수 있게 재설계했다. 관이 좁을수록 더 높은 음을 더 쉽게 낼 수 있도록 만들었기에 작곡자들은 오보에의 상부 음역대를 더 자주 활용할 수 있도록 작곡하였다. 이 때문에 고전 시대에서 오보에의 주음역대는 바로크 시대 작품에서 볼 수 있는 것보다 다소 넓어진 편이었다. 고전 오보에의 음역은 독일과 오스트리아의 오보에들이 절반이 낮은 음을 연주할 수 있었음에도, 과학적 음높이 표시법(Scientific Pitch Notation, SPN)에 따라 C4에서 F6까지 넓어졌다. 오보에를 위한 콘체르토를 만든 이들로는 모차르트, 하이든, 베토벤 외에도 바흐, 피셔, 코젤루와 레브룬 등 수없이 많은 작곡가들이 있다. 오보에를 위한 많은 독주들이 고전 시대의 실내악, 교향악, 그리고 오페라 작품들에 있다.

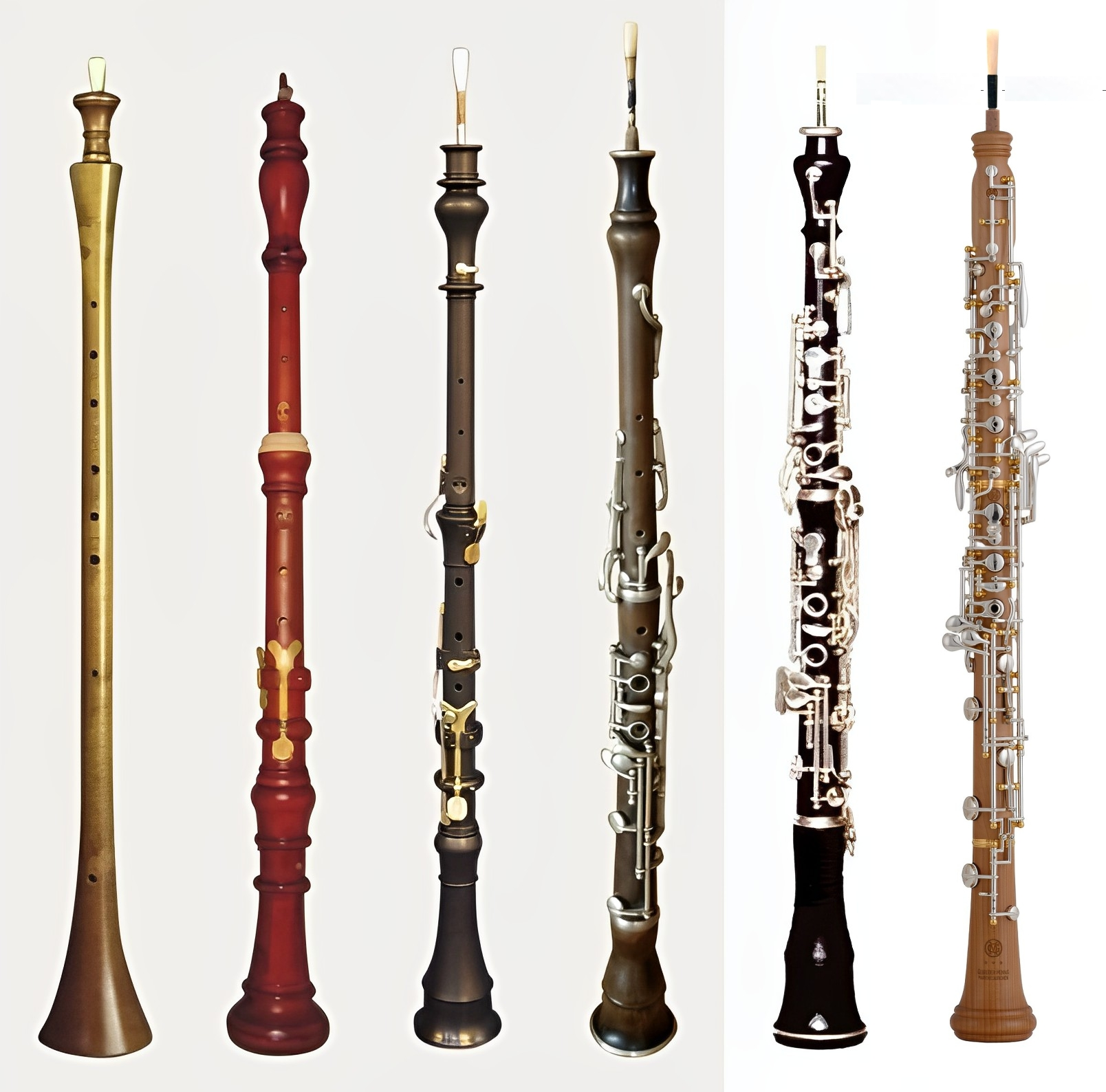
르네상스 시기의 오보에 (숌), 바로크 시기의 오보에 (올리비에 코테트가 제작한 스탠즈비의 오보에 복제본), 19세기 초기 고전주의 시기의 오보에 (샌드 달튼이 제작한 요한 프리드리히 플로트의 오보에 복제본), 20세기 초기 빈 오보에, 20세기 후반부터 사용되는 빈 오보에와 오늘날의 오보에

### 빈 오보에
빈 오보에는 현대적인 오보에 중의 하나로, 빈 호른과 함께 비엔나 필하모니커 악기 사용군 중 가장 독특한 구성원이다. 이 악기는 오늘날의 오보에에게 있어 필수적인 관과 기존의 고악기(古樂器)들의 음색을 가진다. 19세기 말 C. T. Golde of Dresden의 초기 제작자인 요제프 하이에크가 처음 개발한 예술원형(Akademiemodel) 빈 오보에는 현재 앙드레 콘스탄티니데스, 카를 라도, 군트람 볼프, 크리스티앙 라우치와 야마하 등 몇몇 제작사들이 만들고 있다. 이 악기는 넓어지는 내부의 보어와 짧고 넓어진 리드, 그리고 콩세르바투아르(Conservatoire) 오보에와는 매우 다른 운지법 체계를 갖고 있다. 군트람 볼프는 "비엔나 오보에는 관의 개념부터가 역사적인 오보에들의 마지막 대표 주자임을 보여주며, 이전보다 더욱 소리가 크고 그 규모 역시 커진 오케스트라에 적응했고 폭넓은 구조를 가진다. 이렇게 커다란 장점 덕분에 가장 낮은 음역에서도 연주하기가 쉬어졌으며, 표현력이 좋고 다른 악기들과도 잘 어울린다."고 말했다.

### 콩세르바투아르 오보에
이 오보에는 19세기 파리의 트리에베르 가문이 더욱 발전시켰다. 길리엄 트리에베르와 그의 아들 샤를과 프레드릭은 뵘식 플루트에서 영감을 얻어, 더 복잡하지만 실용적인 키 체계를 고안해냈다. 파리의 F. 로레(F. Lorée)는 현대식 악기를 더욱 발전시켰다. 보어와 키 체계에 대한 사소한 개선이 20세기까지도 있었지만, 수십 년 동안 악기의 일반적인 특징에는 기본적으로 큰 변화가 없었다.

### 현대 오보에
현대 오보에는 가장 흔하게 '그라나딜라'라고 하는 아프리카 흑단으로 만든다. 일부 제작자들은 또한 코코볼로, 로즈우드, 킹우드로도 알려진 바이올렛 우드를 포함하는 달베르지아속(Dalbergia)의 다른 아종들로 오보에를 만든다. 흑단(감나무속) 역시도 사용된다. 일반적으로 학생용 오보에는 악기에 틈이 생기는 걸 막기 위해 플라스틱 레진으로 만들었기에 더 경제적이다. 오보에는 상당히 좁은 원추형의 관을 가지며, 더블 리드를 꽂아 연주한다. 더블 리드는 작은 직경의 금속관인 스테이플에 매인 두 개의 얇은 케인(Cane)의 날로 이뤄져 있으며, 이것을 악기 위쪽의 리드 구멍에 꽂는다. 통상 오보에가 내는 소리는 B♭3에서 대략 G6까지로 2와 1/2 옥타브 이상을 가지며, 비록 흔한 주음역대는 C4에서 E♭6까지이나 몇몇 악기들은 B♭키가 없어 B3까지만 낼 수 있다.
'풀 콩세르바투아르'(Full Conservatoire) 또는 미국에서는 '콘서바토리'(Conservatory)로 불리는데, 길렛 키 체계를 가진 현대 오보에는 45개의 키로 이뤄져 있고, 3옥타브 키와 왼쪽 약지로 대신 누를 수 있는 F 또는 C 키를 더한다. 키는 대개 니켈 실버와 은으로 만들며 때때로는 도금을 하기도 한다. 게다가 풀 콩세르바투아르 체계를 가지는 오보에들은 영국의 엄지판(thumbplate) 체계를 사용해 만들었다. 대부분은 2차 옥타브가 1차 옥타브를 누르는 반자동 형식의 옥타브 키를 갖고 있으며, 색소폰에 사용되는 것과 같이 자동 옥타브 키 체계를 갖춘 것도 있다. 여기에 더해 그것들 중 일부 악기는 판이 아닌 링이 구멍을 막는 방식으로 이루어져 있으며, 적어도 프로 악기들의 대부분은 오른손으로 쓸 수 있는 우측 세번째 키가 오픈 홀로 되어 있다. 영국과 아이슬란드에서 사용되는 프로 오보에는 빈번히 엄지판과 결합된 콩세르바투아르 시스템을 특징으로 가진다. 엄지판을 떼는 것은 오른손 검지 키를 누르는 것과 같은 효과를 나타낸다. 이것은 두 개 이상의 키를 동시에 떼거나 눌러야 하는, 가장 공통된 교차음들을 없애서 대체 가능한 선택지를 만들어낸다. 그러나 교차음은 오보에의 레퍼토리에서 흔히 연주되는 레가토를 하는 것에 대해 훨씬 더 어렵게 만든다. 레가토는 주파수가 변화하는 동안 소리를 맑고 연속적으로 유지하도록 연주하는 연주 기법이기 때문이다.

## 소리

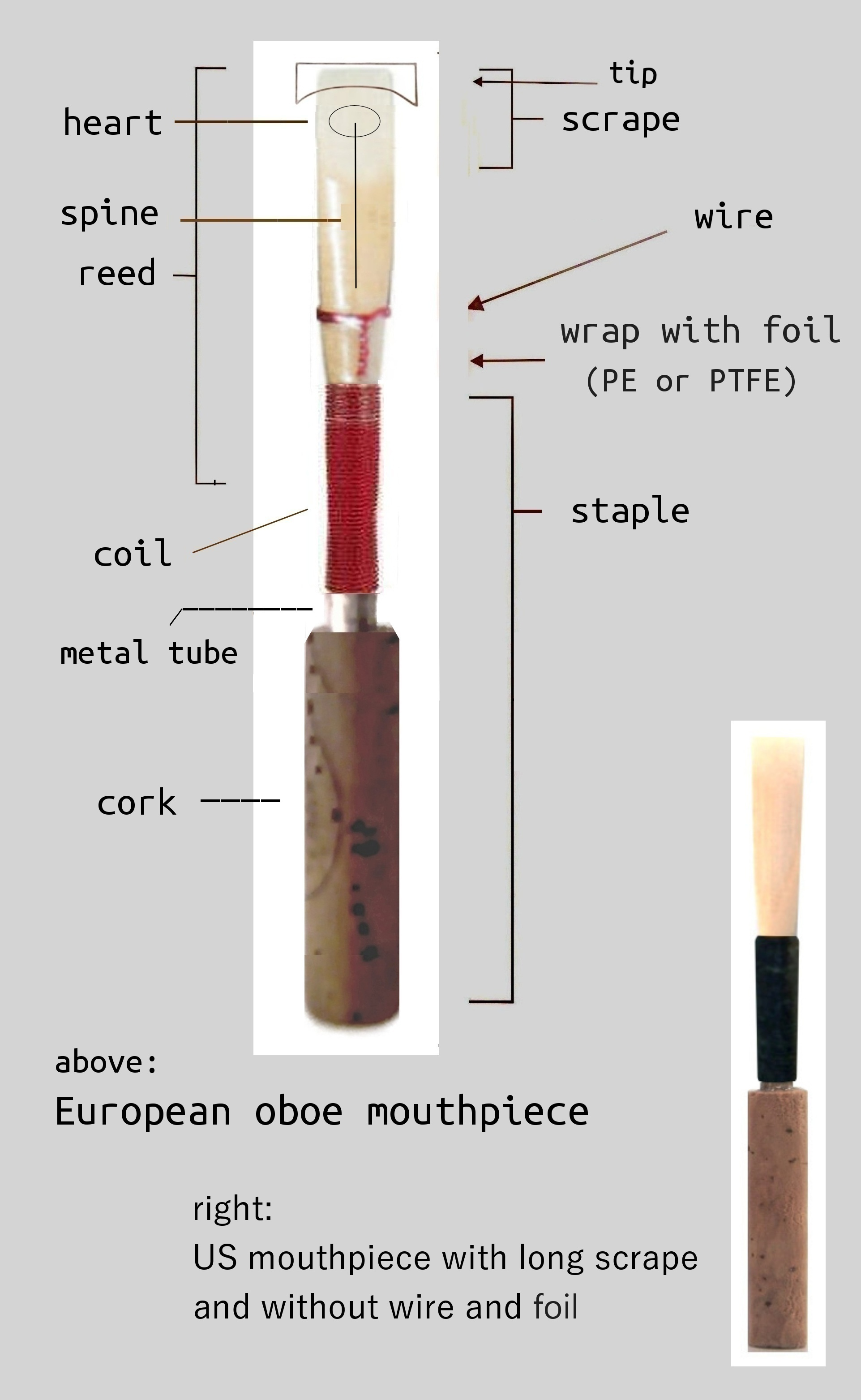
오보에 리드의 구조별 명칭, 그리고 유럽식과 미국식 리드의 차이

### 리드

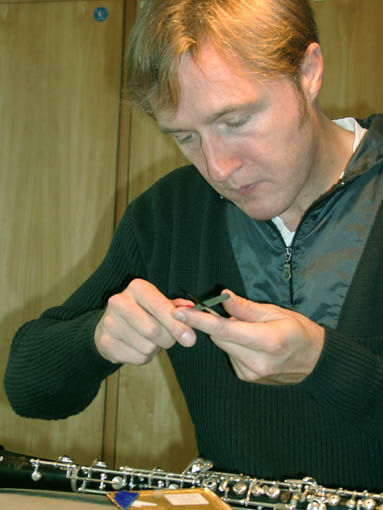
사용하기 위해 리드를 준비하는 오보이스트 알브레히트 마이어. 대다수의 오보이스트들은 원하는 음색을 위해 그들의 리드를 깎는다.

대다수의 전문적인 오보이스트들은 그들의 필요에 맞춰 그들의 리드를 만든다. 리드를 직접 만듦으로써 음색과 음조, 민감성 같은 요소들을 정교하게 통제할 수 있다. 또한 개개인의 앙부셰, 입 안의 크기, 악기의 각도, 공기를 부는 등의 방법을 사용하여 원하는 음정을 낼 수 있다.
초보자들은 리드를 제작하는 과정이 어렵고 시간이 많이 들기 때문에 그들이 사용할 리드를 직접 만드는 경우가 드물며, 대신에 악기점에서 리드를 구입하는 경우가 많다. 구입 가능한 케인이나 리드들은 경도의 차이가 있는데, 경도가 중간인 리드가 가장 대중적이며 대다수의 초보자들은 경도가 중간보다 약간 부드러운 정도의 리드를 사용한다. 클라리넷이나 색소폰, 바순의 리드와 같이 오보에의 리드는 아룬도 도낙스(Arundo Donax)라는 갈대로 만든다. 초보자들은 많은 경험을 통해 스승의 것을 본떠 리드를 직접 만들거나 전문적인 오보이스트들로부터 수제 리드를 구입할 수도 있는데, 가우저(Gouger)와 프리가우저(Pre-Gouger), 절단기, 칼을 포함한 특별한 도구들을 사용하여 그들이 선호하는 리드를 만들거나 조절하는 것도 가능하다. 이렇듯 리드는 오보에를 어렵게 만드는 특징 중 하나로 여겨지는데, 각각의 리드가 갖는 특성 탓에 항상 일관된 소리를 내는 것이 어렵기 때문이다. 기온, 고도, 날씨, 기후처럼 사소한 변화들이나 리드의 모양에 따라서도 소리에 영향을 끼칠 수 있다.
플라스틱 오보에 리드는 거의 사용되지 않는데, 클라리넷과 같은 다른 악기들이 쓰는 리드들보다도 선뜻 사용하는 게 어렵기 때문이다. 그러나 플라스틱 리드가 존재하기는 하는데, 주로 레가레(Legere)와 같은 브랜드들에서 생산된다.

다른 목관악기와 비교했을 때, 오보에는 음색이 맑으며 여러 악기의 소리를 꿰뚫을 수 있는 소리를 가졌다는 언급이 가끔씩 있다. 헨리 플레이포드가 1695년에 낸 교본 《활기 넘치는 동료》에서는 오보에를 "위풍당당하고 장중한 소리를 가지고 있어 트럼펫과 비교해도 뒤떨어지지 않는다"고 하며, 《미국의 천사들》이란 연극에서는 오보에의 소리를 "만약 오리가 명금의 소리를 낸다면 그런 소리"라고 설명한다. 이렇듯 오보에의 풍부한 음색은 원추형 관에서 나오는데, 이는 플루트나 클라리넷의 원통형 관과는 상반된다. 이런 이유로 인해 오보에는 여러 악기들을 궤뚫을 수 있는 소리를 가지게 되어, 커다란 앙상블에서도 다른 악기들의 소리를 뛰어넘기에 쉽게 들을 수 있다.오보에의 가장 높은 음은 명목적으로 B♭ 클라리넷의 가장 높은 음보다 반음 하나가 낮지만, 클라리넷이 넓은 음역을 가진 탓에 B♭ 클라리넷의 가장 낮은 음은 오보에에서의 가장 낮은 음보다 단6도 정도로 훨씬 더 낮다.
일반적인 오보에를 위한 음악은 오보에가 이조 악기가 아닌 고로 연주회용 표준음(concert pitch)로 쓰여져 있고, 이 악기는 소프라노 음역으로 대개 B♭3에서 G6까지 낼 수 있다. 오케스트라는 제1 오보에가 연주하는 라 음으로 조율한다. 미국 오케스트라 협회에 따르면 이는 오보에의 라 음이 안정감이 있으며 꿰뚫는 소리가 모든 악기를 조율하는 것에 있어 이상적이기 때문이라고 얘기한다.
또한 오보에의 음정은 리드가 만들어진 방법에도 영향을 받는다. 리드는 소리에 상당한 역할을 하기 때문이다. 케인의 변화와 다른 부자재들, 리드의 연령, 갈아내는 정도(Scrape)의 차이나 길이 역시 모두 음정에 영향을 준다. 예를 들어 독일과 프랑스의 리드는 여러 제작법에서의 차이가 있기에 소리가 달라진다. 온도나 습도 같은 기상 조건 역시도 음정에 영향을 끼친다. 숙련된 오보이스트들은 이러한 조건들을 반영하여 그들의 앙부셰(Embouchure)를 조정한다. 앙부셰의 미묘한 조정과 불어넣는 공기의 압력은 오보이스트들에게 음정과 역동감을 표현할 수 있게 해준다.

### 조율음
오보에는 독특한 라 음으로 오케스트라를 조율하는 악기로 익히 알려져 있다. 그 이유는 오보에가 가진 음이 오케스트라를 관통하여 모든 연주자들이 듣기 쉽다거나 오케스트라가 만들어진 당시 오보에의 음이 현악기의 현이 내장으로부터 얻었던 것이기에 보다 안정적으로 조율할 수 있는 수단이었던 탓도 있다. 게다가 나중에 합류한 다른 관악기들과는 다르게 오랜 기간 동안 대부분의 오케스트라 악보에 기보되어 있었던 이유도 존재한다. 그러나 전자 튜너가 있는 오늘날에도 이런 관습이 유지되는 이유에 대해 야마하는 리드의 상태가 매번 같을 수가 없기에 조율의 기준으로 삼아 사용하는 것이라 설명하며 그 외에도 기존의 전통을 지키기 위하고자 하는 이유도 있다.

## 오보에족의 다른 악기들

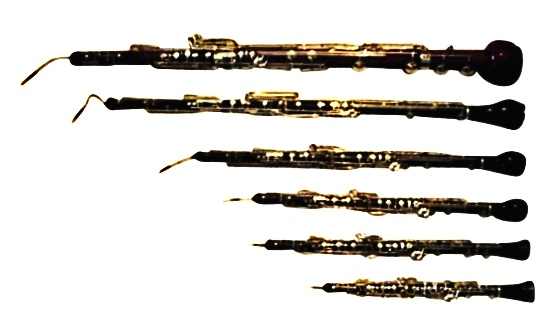
위부터 오보에족 악기들: 헤켈폰, 베이스 오보에, 잉글리시 호른, 오보에 다모레, 오보에, 그리고 피콜로 오보에

오보에는 다양한 크기와 음역대에 따른 여러 악기들이 있다. 오보에족의 여러 악기 가운데서 가장 널리 알려지고 오늘날에도 사용되는 코랑글레, 즉 잉글리시 호른은 테너 또는 알토의 음역을 갖는다. 이는 이조 악기라 F 음정을 내면 오보에보다 완전5도가 낮다. 오보에 다모레는 알토 또는 메조 소프라노의 음역을 가지고 있어, A 음을 내면 오보에보다 단3도 낮다. 바흐는 타일과 함께 바로크 시대 코랑글레의 조상격인 오보에 다 카치아와 오보에 다모레를 폭넓게 활용했다. 덜 알려진 베이스 오보에 또는 바리톤 오보에라 불리는 악기는 오보에보다 한 옥타브 낮은데, 딜리어스와 홀스트는 이 악기가 사용되는 작품을 작곡하기도 했다. 베이스 오보에와 유사하지만 그보다 더욱 강한 헤켈폰은 바리톤 오보에보다 더 넓은 관과 더 넓은 음조를 가진다. 하지만 오직 165개의 헤켈폰만이 만들어져 있는 탓에, 헤켈폰 연주에 능숙한 사람들은 이 악기가 극한의 희귀성을 지니는 것과 같이 찾기조차 어렵다. 가장 덜 알려진 것은 뮤젯 또는 오보에 뮤젯으로도 불리는 피콜로 오보에로 오보에족 악기들 중 소프라니노인 일원이며 이는 일반적인 오보에 위의 E♭이나 F를 낸다. 마찬가지로 잘 알려지지 않은 콘트라베이스 오보에는 C를 내면 표준 오보에보다 두 옥타브 낮게 난다.
또한 가끔씩은 오보에보다도 확장된 키 체계를 가진 민속 악기들이 유럽 여기저기에 존재한다. 여기에는 프랑스의 뮤젯을 포함해 피스톤 오보에, 브리타니의 봄바르데, 피페로, 이탈리아의 차라멜, 스페인의 키리미아 등이 있다. 특히 이탈리아의 뮌사, 잼포그나, 브레톤 비니우 등은 백 파이프와 닮은 민속 악기와 함께 연주한다.

## 클래식 유명작
- Tomaso Albinoni, Oboe (and two-oboe) Concerti
- Flor Alpaerts, Concertstuk for Oboe and Piano
- Johann Sebastian Bach, Brandenburg concertos nos. 1 and 2, Concerto for Violin and oboe, lost oboe concerti, numerous oboe obbligato lines in the sacred and secular cantatas
- Samuel Barber, Canzonetta, op. 48, for oboe and string orchestra (1977–78, orch. completed by Charles Turner)
- Vincenzo Bellini, Concerto in E-flat, for oboe and chamber orchestra consisting of orchestra consisting of two flutes, two oboes, two clarinets, tho bassoons, two French horns, and strings (before 1825)
- Luciano Berio,   Chemins IV (on Sequenza VII), for oboe and string orchestra (1975)
- Harrison Birtwistle, An Interrupted Endless Melody, for oboe and piano (1991)
- Harrison Birtwistle, Pulse Sampler, for oboe and claves (1981)
- Benjamin Britten, Six Metamorphoses after Ovid, op. 49, Temporal Variations, Two Insect Pieces, Phantasy Quartet, op. 2
- Elliott Carter, Oboe Concerto (1986–87); Trilogy, for oboe and harp (1992); Quartet for oboe, violin, viola, and cello (2001)
- Morton Feldman, Oboe and Orchestra (1976)
- Domenico Cimarosa, Oboe Concerto in C major (arranged)
- John Corigliano, Oboe Concerto (1975)
- Miguel del Águila, Summer Song for oboe and piano
- Antal Doráti, Duo Concertante for Oboe and Piano
- Madeleine Dring, Three Piece Suite arr. Roger Lord
- Madeleine Dring, Trio for oboe, flute and piano
- Henri Dutilleux, Les Citations for oboe, harpsichord, double bass and percussion (1991)
- Eric Ewazen, Down a River of Time, oboe and string orchestra (1999)

- Edvard Grieg, Symphonic Dances Op. 64, no. 2
- George Frideric Handel, "The Arrival of the Queen of Sheba", Oboe Concerto No. 1, No. 2, No. 3 and Sonatas
- Joseph Haydn (spurious, possibly by Malzat), Oboe Concerto in C major
- Hans Werner Henze, Doppio concerto, for oboe, harp, and string orchestra (1966)
- Jennifer Higdon, Oboe Concerto, 2005
- Paul Hindemith, Sonata for Oboe and Piano
- Heinz Holliger, Sonata, for unaccompanied oboe (1956–57/99); Mobile, for oboe and harp (1962); Trio, for oboe (doubling English horn), viola, and harp (1966); Studie über Mehrklänge, for unaccompanied oboe (1971); Sechs Stücke, for oboe (doubling oboe d’amore) and harp (1998–99)
- Charles Koechlin Sonata for Oboe and Piano, Op. 58
- Antonio Lotti, Concerto for oboe d'amore
- Witold Lutosławski, Double Concerto for Oboe, Harp, and Chamber Orchestra
- Bruno Maderna, 3 oboe concertos (1962–63) (1967) (1973); Grande aulodia, for flute, oboe, and orchestra (1970), Aulodia for Oboe d´amore (and guitar ad Libitum)
- Alessandro Marcello, Concerto in D minor
- Bohuslav Martinů, Concerto for Oboe and Small Orchestra
- Olivier Messiaen, Concert à quatre
- Darius Milhaud, Les rêves de Jacob, op. 294, for oboe, violin, viola, cello, and doublebass (1949); Sonatina, op. 337, for oboe and piano (1954)
- Wolfgang Amadeus Mozart, Oboe Concerto in C major, Quartet in F major for oboe, violin, viola, and cello
- Lior Navok Fuzzy, for oboe and piano (2018)
- Carl Nielsen, Two Fantasy Pieces for Oboe and Piano, op. 2
- Antonio Pasculli, oboe concertos for oboe and piano/orchestra
- Francis Poulenc, Oboe Sonata
- Sergei Prokofiev, Quintet for Oboe, Clarinet, Violin, Viola and Bass op. 39 (1923)
- Maurice Ravel, Le Tombeau de Couperin
- Edmund Rubbra, Oboe Sonata
- Camille Saint-Saëns, Sonata for Oboe and Piano in D Major
- Robert Schumann, Three Romances for Oboe and Piano
- Karlheinz Stockhausen, In Freundschaft, for oboe, Nr. 46⅔, Oboe for oboe and electronic music (from Orchester-Finalisten, scene 2 of Mittwoch aus Licht)
- Richard Strauss, Oboe Concerto
- Igor Stravinsky, Pastorale (transcribed in 1933 for Violin and Wind Quartet)
- Toru Takemitsu, Distance for Oboe and Shō [ad lib.] (1971)
- Toru Takemitsu, Entre-Temps for Oboe and String Quartett (1981)
- Josef Tal, Duo for oboe & English horn (1992)
- Tchaikovsky, theme to Swan Lake
- Georg Philipp Telemann, oboe concerti and sonatas, trio sonatas for oboe, recorder, and basso continuo
- Joan Tower, Island Prelude (1988)
- Antonio Vivaldi, at least 15 oboe concertos
- Ralph Vaughan Williams, Concerto for Oboe and Strings, Ten Blake Songs for oboe and tenor
- John Woolrich, Oboe Concerto (1996)
- Jan Dismas Zelenka (1723) Concertanti, Oboe Trios and other works[20]
- Bernd Alois Zimmermann, Concerto for Oboe and Small Orchestra (1952)
- Ellen Taaffe Zwilich, Oboe Concerto

### 무반주 작품
- Luciano Berio, Sequenza VII (1969)
- Benjamin Britten, Six Metamorphoses after Ovid, Op.49 (1951)
- Carlos Chávez, Upingos (1957)
- Peter Maxwell Davies, First Grace of Light (1991)
- John Palmer, Hinayana (1999), including extended techniques[21]
- Antal Doráti, Five Pieces for Solo Oboe (1980)

## 현대 음악

### 민요와 포크 음악
오보에와 닮은 민속 악기들은 아직도 많은 유럽의 민요에 사용되고 있지만 현대적인 오보에가 민요에 쓰이는 경우는 적다. 예외적인 사례로는 아일랜드의 그룹 '더 치프틴'의 몇몇 공연과 녹음에서 일반 악기를 사용한 하피스트 데렉 벨의 사례가 있으며, 매사추세츠주 서부에서 창립된 미국 콘트라단자 밴드인 '와일드 아스파라거스'도 멤버인 데이비드 캔티에니가 오보에를 사용하여 연주한다. 민요 연주자인 폴 사틴은 '파우스투스'나 '벨로우헤드'와 같은 몇몇 영국의 포크 음악 밴드에서 공연하기도 하며, 웨일즈의 백파이프 연주자이자 제작자인 조나선 설랜드는 브르타뉴의 피스톤 오보에와 유사한 시골 오보에를 사용하여 '프라이미벌 앤드 주스'라는 이름의 밴드와 함께 연주한다. 그는 전에 '페른힐'이라 하는 웨일즈 전통 민요 밴드와 함께 연주했다. 브르타뉴의 대중적인 민요는 갈수록 더 수준 높은 더블 리드 악기를 연주하는 상당한 음악가 전문 교실을 자랑하는데, 이들은 전문적인 악기 제작자와 리드 제작자, 교육 시스템의 지원을 받고 있다.

### 재즈
흔치 않지만 오보에가 재즈 음악에서도 존재하지만 주목할 만한 용례는 딱히 없다. 폴 화이트먼처럼 1920년대에서 30년대의 일부 초기 밴드는 다채로운 모습을 보여주기 위한 목적으로 사용했으며, 다악기주자인 개빈 버쉘은 이르면 1924년부터 재즈 밴드에서 그가 활동하던 기간 동안 항상 오보에를 연주했다. 그는 존 콜트레인과 함께 1961년에 녹음하기도 했다. 길 에반스는 트럼펫 주자인 마일스 데이비스와 함께 그의 유명한 작품인 Sketches of Spain에서 오보에 연주를 선보였고, 주로 테너 색소폰과 플루트를 연주했던 유수프 라테프는 1961년의 현대 재즈 공연과 녹음에서 독주 악기로서의 오보에를 처음 사용했다. 작곡가이자 더블 베이스 주자였던 찰스 밍거스는 1963년에 발매한 앨범인 《Mingus Mingus Mingus Mingus Mingus》의 수록곡인 《I.X. Love》에서 딕 하퍼에게 짧지만 독창적인 역할을 맡겼다.
1960년대 후반 재즈 퓨전의 탄생과 함께 이후 10년 동안 지속적인 발전으로 오보에의 유명세가 올라가자 간간이 색소폰이 맡던 중심점을 대신하기도 하였다. 오보에는 웨일스의 다악기주자 칼 젠킨스가 그룹 '뉴클레우스'와 '소프트 머신'과의 협연에서 '폴 윈터 연주단'과 '오리건'의 공동창립자인 미국의 목관악기 연주자 폴 맥캔들리스와 함께 오보에를 쓰면서 크게 성공했다.
1980년대에는 클래식이 아닌 작품에 참여하는 오보이스트들이 많아졌으며, 많은 수의 저명한 연주자들이 얼터너티브 뮤직을 녹음하고 공연했다. '마리아 슈나이더 오케스트라'처럼 클래식 음악의 영향을 받은 오늘날의 일부 재즈 그룹들은 오보에를 사용한다는 특징을 갖고 있다.

### 락과 팝
오보에는 락과 팝 녹음을 위해 여기저기에서 간간이 사용됐는데, 대표적으로 1968년 '디온'의 《Abraham》, 《Martin and John》, 1970년 '카펜터스'의 《For All We Know》, 1968년 '도노반'의 《Jennifer Juniper》, 1964년 'Gerry and the Pacemakers'의 《Don't Let the Sun Catch You Crying》, 1965년 '소니 앤 셰르'의 《I Got You Babe》 등이 있다. 여기에는 스튜디오 뮤지션들이 특정한 노래의 녹음 작업에 참여했다.
프로그레시브 록 밴드인 '제네시스'의 리드 보컬로 있던 피터 가브리엘은 오보에를 그룹 작업의 일부에서 스튜디오 레코딩으로 연주했으며, 앤디 맥케이는 스튜디오와 무대 두 곳에서 록시 뮤직을 연주했다.
학교에서 악기를 배웠던 인디 싱어송라이터이자 작곡자인 수프얀 스티븐스는 오보에를 그의 편곡과 작곡에서 자주 사용했다. 특히 그의 지역을 위한 음시인 일리노이, 미시건에서 가장 많이 사용했다.

### 영화 음악
오보에는 영화 음악에서 자주 사용되는데, 보통 가슴 아프거나 슬픈 장면을 강조하기 위해 자주 사용된다. 예를 들어 영화 《7월 4일생》에서는 트럼펫에 주선율을 넘기기 전에 사랑스럽고 조화로운 표현으로 주제 의식을 섬세히 받도록 한다. 또한 영화 작품에 사용된 가장 유명한 곡 중의 하나로는 1986년작인 《미션》에서의 엔니오 모리코네의 '가브리엘의 오보에'가 손꼽힌다.
또한 《스타워즈 에피소드 2: 클론의 습격》에서 존 윌리엄스의 'Across the Stars'라는 곡에서 독주 악기로 등장한다. 《코난 - 바바리안》에서는 바실 폴레두리스의 곡인 'The Search'에서 사용됐다.

## 제작사
- Barrington Instruments Inc. (Barrington, Illinois, USA)
- Boosey & Hawkes (1851–1970s) (London, UK)
- Buffet Crampon (Mantes-la-Ville, France)
- Bulgheroni (Parè, Italy)
- Cabart or Thibouville-Cabart (1869–1974, F.로레에 매각) (Paris, France)
- Carmichael (UK)
- Chauvet (~1975) (Paris, France)
- Mark Chudnow (MCW, Sierra) (Napa, California, USA)
- Constantinides (Pöggstall, Austria)
- Covey (Blairsville, Georgia, USA)
- Dupin 보관됨 2016-01-05 - 웨이백 머신 (Moutfort, Luxembourg)
- D.W.K (Seoul, Korea)
- Fossati (incl. Tiery) (Paris, France)
- Fox (South Whitley, Indiana, USA)
- Frank (Berlin, Germany)
- Graessel (Nürnberg, Germany)
- Wilhelm Heckel GmbH (~1960년대) (Wiesbaden, Germany)
- Thomas Hiniker Woodwinds (Rochester, Minnesota, USA)
- Howarth of London (London, UK)
- Incagnoli 보관됨 2008-11-04 - 웨이백 머신 (Rome, Italy)
- A. Jardé (2차대전 이전) (Paris, France)
- Musik Josef (Okinawa and Tokyo, Japan)
- V. Kohlert & Söhne (1840–1948 Graslitz, Czechoslovakia / 1948–1970년대 Kohlert & Co. Winnenden, Germany)
- Kreul (incl. Mirafone) (Tübingen, Germany)
- J. R. LaFleur (1865–1938, Boosey & Hawkes에 매각) (London, UK)
- Larilee Woodwind Corp. (USA) (Elkhart, Indiana, USA)
- A. Laubin[26] (incl. "A. Barré") (Peekskill, New York
- G. LeBlanc (France, USA)[27]
- Linton (Elkhart, Indiana, USA)[28]
- F. Lorée[29] (incl. Cabart) (Paris, France)
- Louis (2차대전 이전) (London, UK)[30]
- Malerne (~1974, Marigaux에 매각) (La Couture-Boussey, France)
- Marigaux[31] (Mantes-la-Ville, France)
- Markardt (~1976, Mönnig에 매각) (Erlbach, Bavaria, Germany)
- Conrad Mollenhauer GmbH (2차대전 이전, 현재는 레코더 사업만 하고 있음) (Fulda, Germany)
- Gebr. Mönnig – Oscar Adler (Markneukirchen, Germany)[32]
- John Packer (Taunton, UK)[33]
- Patricola (Castelnuovo Scrivia, Italy)[34]
- Püchner (Nauheim, Germany)[35]
- Karl Radovanovic (Vienna, Austria)[36]
- Rigoutat (RIEC 포함) (Saint-Maur-des-Fossés, France)[37]
- A. Robert (2차대전 이전) (Paris, France)
- Sand N. Dalton, instrument maker (Lopez Island, Washington)[38]
- The Selmer Company (incl. Bundy, Lesher, Omega, Signet) (France, USA)
- Tom Sparkes (Hornsby, New South Wales, Australia)[39]
- Ward & Winterbourne (London, UK)
- Guntram Wolf (Kronach, Germany)[40]
- Yamaha (Japan)

## 참고 문헌
- Baines, Anthony: 1967, Woodwind Instruments and Their History, third edition, with a foreword by Sir Adrian Boult. London: Faber and Faber.
- Beckett, Morgan Hughes: 2008, "The Sensuous Oboe". Orange, CA: Scuffin University Press. ISBN 0-456-00432-7.
- Burgess, Geoffrey, and Bruce Haynes: 2004, The Oboe. The Yale Musical Instrument Series. New Haven, Connecticut and London: Yale University Press. ISBN 0-300-09317-9.
- Carse, Adam: 1965, Musical Wind Instruments: A History of the Wind Instruments Used in European Orchestras and Wind-Bands from the Later Middle Ages up to the Present Time New York: Da Capo Press. ISBN 0-306-80005-5.
- Fletcher, Neville H., and Thomas D. Rossing: 1998, The Physics of Musical Instruments, second edition. New York, Berlin, Heidelberg: Springer-Verlag. ISBN 978-1441931207.
- Gioielli, Mauro: 1999. "La 'calamaula' di Eutichiano". Utriculus 8, no. 4 (32) (October–December): 44–45.
- Harris-Warrick, Rebecca: 1990, "A Few Thoughts on Lully's Hautbois" Early Music 18, no. 1 (February, "The Baroque Stage II"): 97-98+101-102+105-106.
- Haynes, Bruce: 1985, Music for Oboe, 1650–1800: A Bibliography. Fallen Leaf Reference Books in Music, 8755-268X; no. 4. Berkeley, California: Fallen Leaf Press. ISBN 0-914913-03-4.
- Haynes, Bruce: 1988, "Lully and the Rise of the Oboe as Seen in Works of Art". Early Music 16, no. 3 (August): 324–38.
- Haynes, Bruce: 2001, The Eloquent Oboe: A History of the Hautboy 1640–1760. Oxford Early Music Series. Oxford and New York: Oxford University Press. ISBN 0-19-816646-X.
- Howe, Robert: 2003, "The Boehm System Oboe and Its Role in the Development of the Modern Oboe". Galpin Society Journal 56:27–60 +plates on 190–92.
- Howe, Robert, and Peter Hurd: 2004, "The Heckelphone at 100". Journal of the American Musical Instrument Society 30:98–165.
- Joppig, Gunther: 1988. The Oboe and the Bassoon, translated by Alfred Clayton. Portland: Amadeus Press. ISBN 0-931340-12-8.
- Kushner, Tony: 1993. Angels in America: A Gay Fantasia on National Themes, single-volume edition. New York: Theatre Communications Group. ISBN 1-55936-107-7.
- Marcuse, Sybil: 1975, Musical Instruments: A Comprehensive Dictionary Revised edition, The Norton Library, New York: W. W. Norton. ISBN 0-393-00758-8
- 신상호: 2013, 오보에 - 발성 메카니즘을 활용한 단계별 오보에 교육, 작은우리. ISBN 978-89-85679-82-4